# Pieve di Santa Maria delle Grazie
La pieve di Santa Maria delle Grazie è un edificio religioso situato a Guazzino, nel comune di Sinalunga, in provincia di Siena e diocesi di Montepulciano-Chiusi-Pienza. È conosciuta più volgarmente sotto il nomignolo di Santa Maria al Guazzino.

## Storia
La Pieve di Santa Maria delle Grazie è stata costruita nel XVIII secolo.
Al suo interno, nell'altare maggiore, si trovano molti decori settecenteschi.
La Madonna delle Grazie è un affresco risalente alla prima metà del XVIII secolo molto venerato poiché gli abitanti del luogo e la popolazione di Sinalunga a tale affresco attribuirono la loro salvezza da una terribile epidemia.
Fu fatto voto di recarsi con tutto il clero, le Confraternite laicali e le insegne parrocchiali a Guazzino, ogni anno, il 25 marzo Festa dell'Annunciazione di Maria Santissima.

## Opere
- Madonna delle Grazie, affresco (prima metà del Settecento).